# Муйжниекс, Нил
Нил Раймонд Му́йжниекс (латыш. Nils Raimonds Muižnieks; род. 31 января 1964, Лос-Анджелес, США) — латвийский политолог, комиссар Совета Европы по правам человека в 2012—2018 годах.

## Биография
Родился в семье латышей, в 1944 г. бежавших из Латвии в США; отец Муйжниекса врач, мать — историк архитектуры. Родными языками Муйжниекса являются английский и латышский.
Образование получил в Принстонском университете (1986) и Калифорнийском университете в Беркли (США) — магистр (1988), доктор (1993).
В 1994—2002 годах возглавлял неправительственный Латвийский центр по правам человека и этническим исследованиям (LCESC).
В 2002—2004 годах являлся членом Латвийской Первой партии, связываемой с именем Айнара Шлесерса, и представлял партию в латвийских правительствах Репше и Эмсиса (ноябрь 2002 — декабрь 2004) в должности министра по особым поручениям по делам общественной интеграции. Глава Института социальных и политических исследований ЛУ.
В 2010—2012 годах — глава Европейской комиссии по борьбе с расизмом и нетерпимостью (Совет Европы), в которой Муйжниекс представлял Латвию с 2005 года.
В 2012 году избран комиссаром СЕ по правам человека на 6 лет (вступил в должность 1 апреля 2012 года).

## Награды
- Орден Креста земли Марии III класса (2005, Эстония)[6]

## Работы
- Muižnieks N. Latvian-Russian Relations: Dynamics Since Latvia’s Accession to the EU and NATO. Riga: LU Akadēmiskais apgāds, 2011